# Campeonato Paraense de Futebol Feminino de 2020
O Campeonato Paraense Feminino de 2020 foi a vigésima edição deste evento esportivo, principal torneio estadual de futebol feminino organizado pela Federação Paraense de Futebol (FPF).
O torneio compreendeu três distintas fases e envolveu a participação de um total de oito clubes, ocorrendo no período de 4 de outubro a 17 de novembro. A fase inicial consistiu na divisão dos participantes em dois grupos, nos quais os clubes enfrentaram seus oponentes da outra chave em partidas de turno único. Na segunda fase, os quatro participantes qualificados foram divididos em um novo grupo. Das equipes envolvidas, apenas as duas mais bem-sucedidas avançaram para a decisão em partidas única.
O título da edição foi conquistado pelo ESMAC, que venceu a decisão contra o Paysandu no estádio do Mangueirão. Este triunfo marcou o sexto título do clube neste torneio, igualando-se ao Independente na posição de maior campeão.

## Formato e participantes
A edição em questão contou com a participação de oito clubes, os quais foram distribuídos em dois grupos distintos. O formato da competição envolveu confrontos diretos entre os membros dos grupos, em partidas de ida, classificando os dois melhores de cada chave. O formato foi mantido para a fase subsequente, com a redução para um grupo. Ao término desta fase, os dois remanescentes disputaram a final.
| Equipe             | Cidade     | Títulos                           |
| ------------------ | ---------- | --------------------------------- |
| Cabanos            | Ananindeua | —                                 |
| Castelo dos Sonhos | Castanhal  | —                                 |
| ESMAC              | Ananindeua | 5 (2012, 2016, 2017, 2018 e 2019) |
| Paysandu           | Belém      | —                                 |
| Real União         | Belém      | —                                 |
| Remo               | Belém      | 1 (1983)                          |
| Tiradentes-PA      | Belém      | —                                 |
| União Paraense     | Benevides  | —                                 |

## Primeira fase
Os jogos inaugurais da primeira fase foram disputados em 4 de outubro. Ao concluir a quarta rodada, as equipes Cabanos, ESMAC, Paysandu e Remo conquistaram suas respectivas classificações.

## Segunda fase
Na segunda fase, as equipes classificadas foram novamente distribuídas em um novo grupo. O novo grupo foi composto por Cabanos, ESMAC, Paysandu e Remo. Em uma disputa bastante equilibrada, os três últimos disputaram as duas vagas de final. Contudo, o Paysandu e a ESMAC se sobressaíram e se classificaram com seis e cinco pontos, respectivamente.

## Final
Em 17 de novembro, a decisão foi disputada no estádio Mangueirão, na capital do estado, e foi conduzida pela árbitra Elaine da Silva Melo. O ESMAC venceu seu adversário pelo placar de 4–0.
| 17 de novembro | Paysandu | 0 — 4  | ESMAC                                                           | Mangueirão, Belém             |
| 15h00min       |          | Súmula | 1' Maria Raquel · 16' Gislane · 35' (contra) Jeane · 81' Cássia | Árbitro: Elaine da Silva Melo |